# Compañía Madrileña de Urbanización

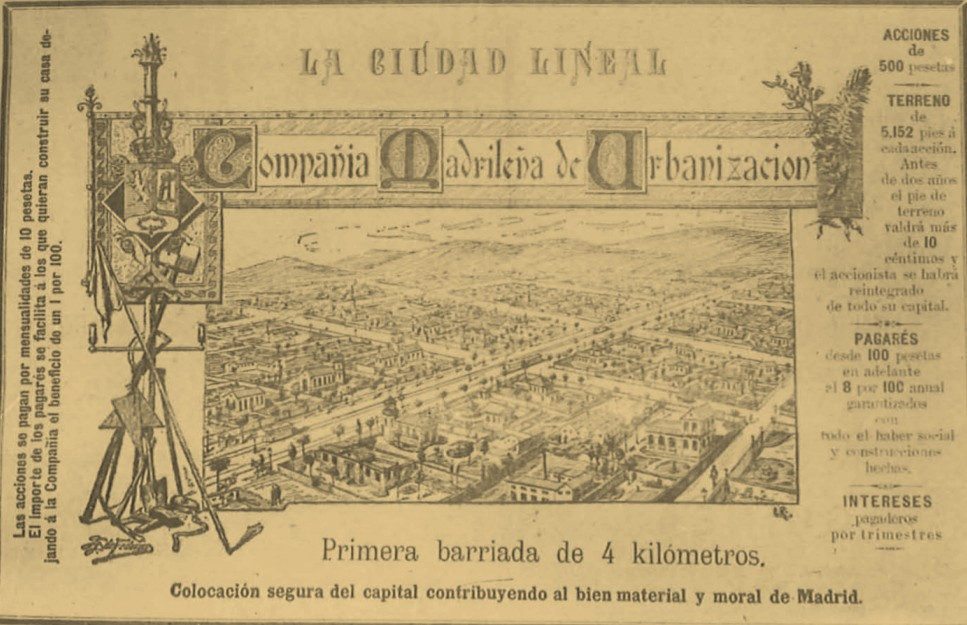
Anuncio del proyecto urbanístico de la Ciudad Lineal en 1895, publicado en el periódico La Dictadura de la Compañía Madrileña de Urbanización.

La Compañía Madrileña de Urbanización (CMU) es una empresa urbanizadora y promotora creada por Arturo Soria en 1894. En su origen tuvo como objetivos la realización y desarrollo, mediante la emisión de acciones, del proyecto urbanístico para una ciudad lineal presentado por Soria en 1882.

## Historia
Presentada en un folleto que recopilaba una encuesta de opinión entre diversos organismos oficiales, la Compañía Madrileña de Urbanización (CMU) —compañía anónima por acciones— fue constituida el 3 de marzo de 1894, bajo la dirección de Arturo Soria, los cinco socios iniciales y cinco mil acciones de 500 pesetas nominales, de las que Soria adquirió el 70 por ciento (tres mil quinientas acciones) al transferir a la CMU los derechos de la concesión de otro proyecto inmediatamente anterior, el llamado Ferrocarril-tranvía de circunvalación, presentado en agosto de 1892 junto con el ingeniero de caminos Juan Domenchina y Sainz.
Todos y cada uno de los propietarios de las mil quinientas acciones libres tendría derecho a un lote de terreno completamente gratis de cuatrocientos metros cuadrados. De forma paralela, se emitieron obligaciones para la financiación de la Compañía como fuente inicial de ingresos. Soria, celoso siempre de la transparencia de sus proyectos, dejaba claro en el artículo 35 de los estatutos de la CMU que: “Diariamente, durante una hora, y a la que determine el Director, estarán de manifiesto a los accionistas en las oficinas de la Sociedad los libros y la documentación de la misma”. Asimismo sus balances, publicados cada mes en las revistas de la Compañía, podían ser fiscalizados por los no accionistas, tal y como señalaba el artículo 47: “Mensualmente se publicará un estado expresivo de todas las cuentas y operaciones realizadas, con toda la minuciosidad que los accionistas indicaren”.
Constituida para la «compra-venta de terrenos, construcción y explotación de tranvías que pongan en comunicación los pueblos de los alrededores de Madrid..., servicios de aguas y edificación, alquiler y venta de casas al contado o a plazos», la empresa comenzó la compra de terrenos en 1894 y en dos años se había hecho con casi dos millones de metros cuadrados en los que desarrolló la primera fase del proyecto, convertida luego en la calle de Arturo Soria.
En 1897, la promotora tenía ya 600 accionistas y se habían construido 33 viviendas, y en 1911, además de las 680 viviendas en venta, la Ciudad Lineal disponía de un amplio recinto con teatro, circo y parque de recreo veraniego, que incluía un frontón con capacidad para 4000 espectadores (dato quizá excesivo). También se había construido el velódromo, en la manzana 87 del proyecto de la Ciudad Lineal, inaugurado oficialmente el 3 de julio de 1910. Igualmente, la CMU estuvo tras la construcción de varias líneas de tranvía, y de un ferrocarril de vía estrecha a Colmenar Viejo.
La crisis económica provocada por la Primera Guerra Mundial, afectó a la empresa y aunque «se produjo un ligero resurgimiento económico», tras el fallecimiento de Soria en 1920, la compañía se fracturó al finalizar la guerra civil española. No obstante en el siglo xxi sigue existiendo con ese mismo nombre una empresa inmobiliaria del sector.

## Publicaciones
En su fase de promoción y crecimiento, la Ciudad Lineal, siguiendo las pautas de la filosofía de Arturo Soria, tuvo a su servicio varias publicaciones impresas. En 1895 aparecería La Dictadura (portavoz de propia la Compañía Madrileña de Urbanización) que solo duró un año. En 1897 se creó la revista La Ciudad Lineal que pasó a llamarse La Ciudad Lineal, revista de Higiene, Agricultura, Ingeniería y Urbanización; y aún durante la Guerra Civil, apareció La Voz de la Barriada. Algunos autores conceden a estas publicaciones el valor añadido de su carácter pionero como revistas de urbanismo en España. En su vertiente de órgano publicitario del barrio, hay que anotar que algunas de estas publicaciones llegaron a ofrecer un listado, por orden alfabético, de los vecinos de Ciudad Lineal, con sus correspondientes direcciones, profesiones u oficios.